# Парамарибо (округ)
Парама́рибо (нидерл. Paramaribo) — округ Суринама, охватывающий столицу страны Парамарибо и близлежащую область.
Население округа — 242 946 человек (2004), площадь — 183 км².

## История
Район был колонизирован британцами в XVII веке, которые построили здесь форт Виллоуби. Затем этот форт был взят Голландией и переименован в форт Зеландия. Контроль над Парамарибо переходил от голландцев к британцам и обратно до заключения Бредского мира, ознаменовавшего конец Второй англо-голландской войны, в результате которой весь Суринам отошёл к Голландии.

## Достопримечательности
- Мост Жюля Вейденбоса (частично на территории округа)

## Административный центр
| №  | Коммуна                     | Население, чел. (2004) | Площадь, км² |
| -- | --------------------------- | ---------------------- | ------------ |
| 1  | Беекхёйзен (Beekhuizen)     | 19 783                 | 9            |
| 2  | Блаувгронд (Blauwgrond)     | 28 436                 | 43           |
| 3  | Центральная (Centrum)       | 29 274                 | 9            |
| 4  | Флора (Flora)               | 15 346                 | 4            |
| 5  | Латоур (Latour)             | 26 148                 | 6            |
| 6  | Ливорно (Livorno)           | 8386                   | 9            |
| 7  | Мундер (Munder)             | 16 049                 | 14           |
| 8  | Понтбёйтен (Pontbuiten)     | 19 477                 | 6            |
| 9  | Раинвилле (Rainville)       | 28 853                 | 31           |
| 10 | Тамменга (Tammenga)         | 14 313                 | 6            |
| 11 | Вег Наар Зее (Weg naar Zee) | 13 172                 | 41           |
| 12 | Вельгелеген (Welgelegen)    | 23 709                 | 7            |
|    | Всего                       | 242 946                | 182          |